# Chloroasca chloris
Chloroasca chloris är en insektsart som beskrevs av Anufriev 1972. Chloroasca chloris ingår i släktet Chloroasca och familjen dvärgstritar. Inga underarter finns listade i Catalogue of Life.